# 58217 Peterhebel
58217 Peterhebel è un asteroide della fascia principale. Scoperto nel 1992, presenta un'orbita caratterizzata da un semiasse maggiore pari a 2,6117091 UA e da un'eccentricità di 0,2092649, inclinata di 2,80834° rispetto all'eclittica.